# Karol Kucz
Karol Kucz (ur. 31 stycznia 1815 w Brzezinach, zm. 9 lutego 1892 w Warszawie) – polski dziennikarz, komediopisarz, urzędnik i wydawca prasowy.

## Życiorys
Urodził się w Brzezinach. Uczył się początkowo w szkole benedyktyńskiej w Pułtusku, a następnie w kolegium pijarów w Warszawie. Po zakończeniu edukacji został aplikantem w Komisji Rządowej Spraw Wewnętrznych, a następnie etatowym urzędnikiem w Najwyższej Izbie Obrachunkowej, w której został dyrektorem departamentu. Karierę urzędniczą przerwało powstanie styczniowe, w 1864 został zdymisjonowany, a w 1865 objęty nadzorem carskiej tajnej policji.
Jednocześnie rozwijał karierę literacką. Pierwsze wiersze publikował w 1839 na łamach warszawskich gazet: w „Przeglądzie Warszawskim”, „Nadwiślaninie” i „Magazynie mód”. Publikował także artykuły w „Gazecie Codziennej” i „Przeglądzie Naukowym”. W 1840 opublikował swój pierwszy zbiór poetycki (Próby poetyczne). W roku 1848 objął redakcję „Kuriera Warszawskiego”, współtworzył dział reporterski gazety i pozostał jej redaktorem naczelnym do jej zamknięcia w końcu 1863 roku. Następnie w 1865 lub 1866 założył „Kurier Codzienny”, którego redaktorem naczelnym i wydawcą pozostał do roku 1877 lub 1882. Jego teksty prasowe z roku 1852 wydano w formie książkowej (Pamiętnik Warszawy 1853 r.).
Napisał także szereg sztuk teatralnych i wodewilów dla teatrów warszawskich, część z nich również wydano drukiem.